# Cottesbrooke
Cottesbrooke est une paroisse civile et un village du Northamptonshire, en Angleterre.